# Kenzō Suzuki (Astronom)
Kenzō Suzuki (jap. 鈴木 憲蔵, Suzuki Kenzō) (* 1950) ist ein japanischer Astronom.
Suzuki ist ein Entdecker von Asteroiden. Er identifizierte zwischen 1984 und 1992 mehr als 80 Asteroiden.
Der Asteroid (5526) Kenzo wurde nach ihm benannt.